# Rhinocypha uenoi
Rhinocypha uenoi är en trollsländeart som beskrevs av Syoziro Asahina 1964. Rhinocypha uenoi ingår i släktet Rhinocypha och familjen Chlorocyphidae. IUCN kategoriserar arten globalt som starkt hotad. Inga underarter finns listade i Catalogue of Life.